# Turn It Around
Turn It Around è il primo album di studio del gruppo hardcore punk canadese Comeback Kid, pubblicato il 4 marzo 2003 dalla Facedown Records.

## Tracce
1. All in a Year – 2:09
2. Give and Take – 1:40
3. Die Tonight – 2:55
4. Changing Face – 2:20
5. Playing the Part – 1:41
6. Always – 1:37
7. Step Ahead – 1:39
8. Operative Word – 2:14
9. Bitter Tongue – 1:07
10. Something Less – 1:57
11. Never Fade – 2:11
12. Without a Word – 1:15
13. Lorelei – 5:27

## Formazione
- Scott Wade - voce
- Andrew Neufield - chitarra, voce
- Jeremy Hiebert - chitarra
- Kyle Profeta - batteria
- Cliff Heide - basso
- Jon Bain (One of These Days) - voce in Always